# Remig Stumpf
Remig Stumpf (Schweinfurt, 25 de março de 1966 - Bergrheinfeld, 14 de maio de 2019) foi um ciclista alemão.
Competiu nos Jogos Olímpicos de Verão de 1988 no contrarrelógio (100 km) e no individual, terminando em sexto e décimo quarto lugar, respectivamente. Ele venceu o Tour de Berlim, Volta à Colônia e Tour de Düren em 1986, além da corrida de seis dias de Colônia em 1992 e 1993.
Stumpf morreu, juntamente com sua esposa, num acidente automobilístico em 14 de maio de 2019, no distrito de Bergrheinfeld, em Schweinfurt.